# Ла-Ластрілья
Ла-Ластрілья (ісп. La Lastrilla) — муніципалітет в Іспанії, у складі автономної спільноти Кастилія-і-Леон, у провінції Сеговія. Населення — 3292 особи (2010).
Муніципалітет розташований на відстані близько 70 км на північний захід від Мадрида, 2 км на північний схід від Сеговії.

## Демографія
Динаміка населення (INE ):